# Medan allting ler och blommar
Medan allting ler och blommar är en psalm med text från 1876 av Lina Sandell-Berg med två 8-radiga verser. Musiken är en svensk folkmelodi från 1876.

## Publicerad i
- Svensk söndagsskolsångbok 1908 som nr 110 under rubriken "Inbjudningssånger" med uppgift att Carl Boberg författat texten.
- Svenska Missionsförbundets sångbok 1920 som nr 576 under rubriken "Ungdomsmission".
- Fridstoner 1926 som nr 96 under rubriken "Frälsnings- och helgelsesånger".
- Svensk söndagsskolsångbok 1929 som nr 108 under rubriken "Inbjudningssånger".
- Frälsningsarméns sångbok 1929 som nr 86 under rubriken "Frälsningssånger - Inbjudning".
- Musik till Frälsningsarméns sångbok 1930 som nr 86.
- Segertoner 1960 som nr 125
- Frälsningsarméns sångbok 1968 som nr 73 under rubriken "Frälsning".
- Psalmer och Sånger 1987 som nr 589 under rubriken "Att leva av tro - Kallelse".[2]
- Segertoner 1988 som nr 497 under rubriken "Att leva av tro - Kallelse - inbjudan".[1]
- Frälsningsarméns sångbok 1990 som nr 358 under rubriken "Frälsning".
- Sångboken 1998 som nr 80.